# Theodor Hristea
Theodor Hristea (n. 1 mai 1930, Drănic, județul Dolj – d. 25 noiembrie 2009, București) a fost un lingvist și profesor universitar român.

## Biografie
Theodor Hristea s-a născut la 1 mai 1930 în comuna Dranic din județul Dolj. A absolvit Facultatea de Filologie din București în 1955, unde i-a avut profesori pe Alexandru Rosetti, Iorgu Iordan și Alexandru Graur.

## Activitatea științifică și academică
A fost timp de mai mulți ani cercetător la Institutul de Lingvistică "Iorgu Iordan-Alexandru Rosetti" din București, precum și profesor la Facultatea de Litere a Universității bucureștene (asistent-1956-1962, lector-1962-1970, conferențiar, din 1970 și apoi profesor titular la Catedra de Limbă Română a Universității). A urmat studii de specializare în domeniul lexicologiei la Moscova și Leningrad (1961). A fost lector de limba română în Cehoslovacia (Universitatea din Praga), în SUA (Universitatea din Washington, Universitatea Rochester și Boston College) și în Franța (Universitatea Saint Etienne, Universitatea Lyon).

## Lucrări
Theodor Hristea este autorul unor lucrări din domeniile etimologiei, lexicului sau problemelor de cultivare a limbii. A coordonat lucrarea apărută în 1984 (ediția a III-a) la Editura Albatros, Sinteze de limba română, realizată în colaborare cu cercetători lingviști și profesori universitari. A fost membru în colectivul de etimologie al Dicționarului tezaur al Academiei Române. Autor a peste 300 de recenzii, articole și studii de specialitate.
Studiul ”Probleme de etimologie”, apărută la Editura Științifică, București, 1968 este un studiu foarte important scris de cercetător.

## Decesul
S-a stins pe data de 25 noiembrie 2009 în București, la vârsta de 79 de ani. A fost înmormântat la Cimitirul "Bunavestire".